# ماي إس كيو إل
ماي إس كيو إل وتلفظ أحيانا ماي سيكويل (بالإنجليزية: MySQL)‏ هو نظام إدارة قواعد البيانات علائقي يعتمد التعامل معه على لغة إس كيو إل. وسمي بهذا الاسم تبعا لابنة مبرمجه الأصلي Michael Widenius، والتي اسمها My. ماي إس كيو إل هو من المنتجات مفتوحة المصدر ينشر كوده المصدري تحت رخصة جنو العمومية بالإضافة إلى بعض الاتفاقيات الاحتكارية. كانت تملكه وترعاه الشركة الربحية السويدية MySQL AB، لكن تملكه الآن صن ميكروسيستمز (والتي هي حاليا فرع من أوراكل).

## الاستخدام
عادة تستخدم مشاريع البرمجيات الحرة التي تتطلب نظام إدارة قواعد البيانات كامل ماي إس كيو إل. هذه المشاريع تتضمن على سبيل المثال ووردبريس، بي إتش بي بي.بي ودروبال وبعض البرمجيات الأخرى المبنية على لامب.
يستخدم ماي إس كيو إل أيضاً في بعض منتجات الشبكة العنكبوتية كثيفة الاستخدام مثل ويكيبيديا، غوغل سيرش،
فيس بوك ،
وفليكر.
ترمز الـ 'م' في اسم حزمة البرمجيات الشهيرة لامب إلى ماي إس كيو إل. وترجع شهرته في استخدامه في تطبيقات الإنترنت إلى شهرة بي إتش بي (الذي هو الـ 'ب' في لامب).

## المنصات والواجهات
يعمل ماي إس كيو إل على كثير من المنصات المختلفة مثل آي بي إم إيه آي إكس، فري بي ‌إس ‌دي، إتش بي - يو إكس، لينكس، ماك أو إس، نت بي إس دي، نوفيل نت وار، أوبن بي إس دي، أوبن سولاريس، أو إس/2، كيو إن إكس، آيركس، سولاريس، سيمبيان، صن أو إس ومايكروسوفت ويندوز. العديد من لغات البرمجة ذات واجهات لبرمجة التطبيقات تحوي مكتبات برمجية لاستخدام قواعد بيانات ماي إس كيو إل. بالإضافة إلى ذلك، توجد واجهة ODBC تسمى MyODBC تسمح للغات البرمجة الأخرى التي تدعم واجهات ODBC بالاتصال بقواعد بيانات ماي إس كيو إل، مثل صفحات الخادم النشطة وكولدفيوشن. خادم ماي إس كيو إل ومكتباته البرمجية أغلبها مكتوب بلغتي سي وسي++ القياسيتين.

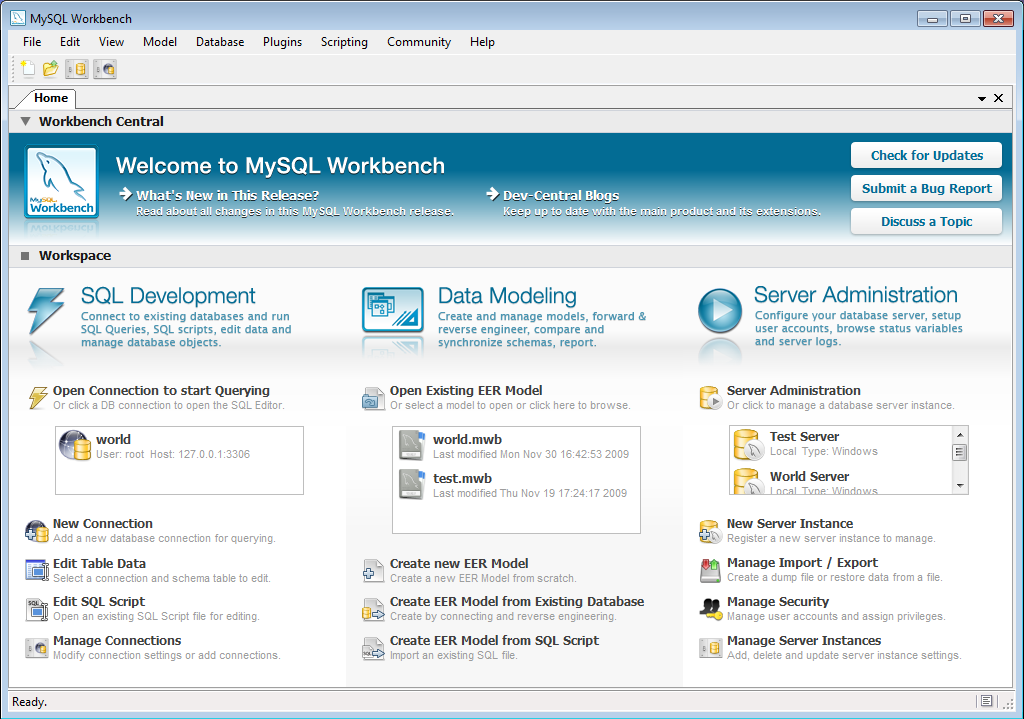
بيئة عمل ماي إس كيو إل

## الخصائص
يتميز خادم ماي إس كيو إل بسرعته الكبيرة؛ لأنه خادم قواعد بيانات متعدد المسالك (بالإنجليزية: multi-threaded)‏ مما جعل إمكانية الاستعلام من قاعدة البيانات سريعة جدا؛ ويتميز بسهولة ربط جداوله بواجهة المستخدم التي تصمم بلغات البرمجة، فمثلا يمكنك ربطها بالبرامج المكتوبة بلغة فيجوال بيسك من خلال واجهة ODBC الخاص بها، كذلك له مكتبة خاصة به للتعامل معه من خلال أدو دوت نت.

## واجهات المستخدم الرسومية
الواجهة الرسومية (GUI) هي عبارة عن واجهه تمكن المستخدم من التفاعل مع التطبيق من خلال ايقونات رسومية ومؤشرات على عكس الطرفية التي يتفاعل معها المستخدم من خلال كتابة الاوامر بشكل مباشر.
تتوفر واجهات رسومية مجانية تمكن المستخدمين من التعامل مع بنية قاعدة البيانات والبيانات بشكل مرئي .

### MySQL Workbench
هي عبارة عن بيئة متكاملة لـ MySQL. تم تطويره بواسطة MySQL AB ، ويمكّن المستخدمين من إدارة قواعد بيانات MySQL بشكل بياني وتصميم هياكل قواعد البيانات بشكل مرئي.

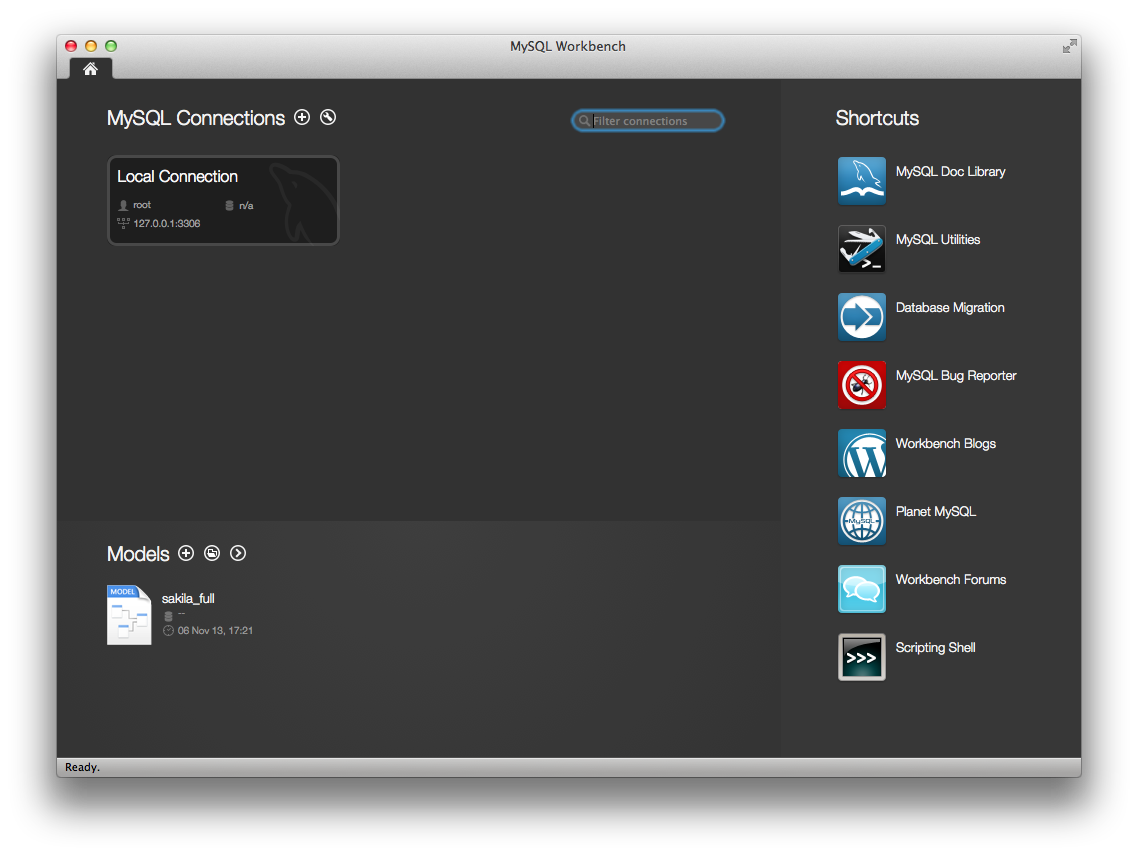
واجهة برنامج MySQL Workbench الرسومية

### واجهات سطر الأوامر
هي وسيلة للتفاعل مع البرامج، حيث يصدر المستخدم أوامر للبرنامج عن طريق كتابة سطور متتالية من النص (command lines) لإداء مهمة معينة أو مجموعة مهام . MySQL مزودة بالعديد من واجهات سطر الاوامر من اهمها mysql client.
MySQL Utilities : هي عبارة عن مجموعة من الادوات التي تستخدم في الصيانة وإدارة المهام الادارية
Percona Toolkit : هي مجموعة ادوات تعمل على عدة انظمة تشغيل (cross-platform) تستخدم لإثبات ان عملية تكرار البيانات replication تعمل بصورة صحيحة، إصلاح البيانات التالفة، تنفيذ المهام المتكررة، تسريع عمل السيرفر.
MySQL shell : اداة تستخدم للتفاعل مع وإدارة قواعد بيانات ماي إس كيو إل، تدعم عدة لغات برمجية مثل بايثون، جافا سكربت لإدارة البيانات والوصول اليها.

## وصلات خارجية
- الموقع الرسمي
- ماي إس كيو إل على موقع Open Hub (الإنجليزية)
- ماي إس كيو إل على موقع Free Software Directory (الإنجليزية)
- MySQL على مشروع الدليل المفتوح